# 红尾鸫

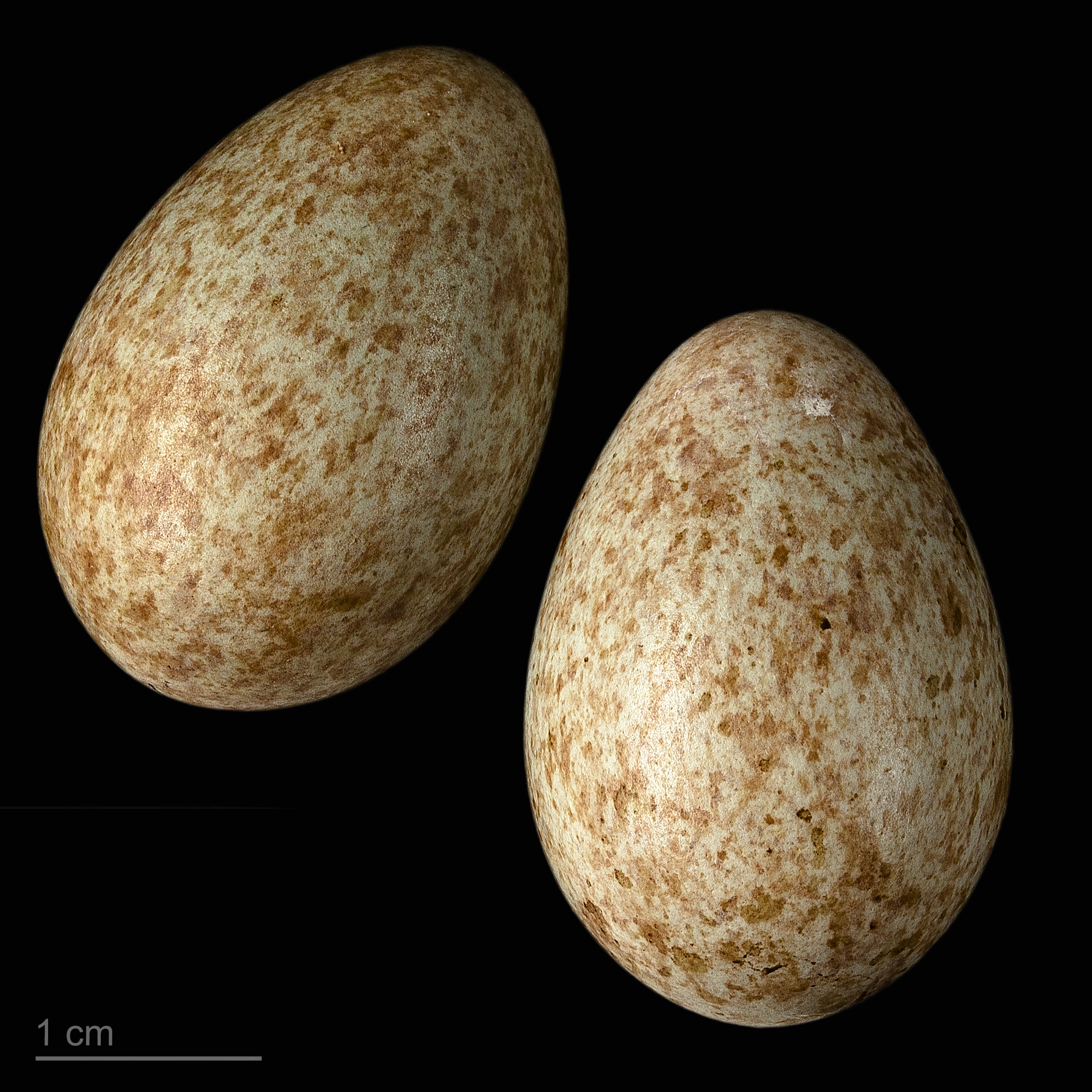
卵 Turdus naumanni

红尾鸫（学名：Turdus naumanni），也称红尾斑鸫，是鸫科鸫属鸟类，繁殖区位于西伯利亚中部到俄罗斯远东地区和中国东北地区，该物种与斑鸫关系密切，曾被视为同一物种。
2022年，为更好地体现其分类沿革，“中国鸟类名录”10.0版将红尾鸫的中文名修改为红尾斑鸫。